# Waldemar Bohdanowicz
Waldemar Antoni Bohdanowicz (ur. 2 czerwca 1941 w Rakowie) – polski polityk, samorządowiec, dziennikarz i działacz organizacji katolickich, prezydent Łodzi (1989–1990) i wojewoda łódzki (1989–1994), senator II kadencji.

## Życiorys
W 1945 zamieszkał w Łodzi, został absolwentem VIII Liceum Ogólnokształcącego im. Adama Asnyka. Studia wyższe rozpoczął na Uniwersytecie Łódzkim, a ukończył w 1963 na Uniwersytecie Warszawskim (na kierunku geografia ekonomiczna regionalna świata).
Pracował w handlu zagranicznym, m.in. w przedsiębiorstwach Textilimpex, Karimex (w latach 1986–1989 jako jego dyrektor), Hoechst AG, ICE International Komputer Edition Pologne w Warszawie i w Łodzi. Był również pracownikiem Ambasady PRL w Chartumie (w latach 1972–1976).
W 1980 wstąpił do „Solidarności”, pełnił funkcje wiceprzewodniczącego Komisji Zakładowej w przedsiębiorstwie Textilimpex, przewodniczącego regionalnej Sekcji Pracowników Handlu Zagranicznego Ziemi Łódzkiej, sekretarza Rady Krajowej NSZZ „S” Pracowników Handlu Zagranicznego. W stanie wojennym zaangażował się w działalność Ośrodek Pomocy Uwięzionym i Internowanym, prowadzonym przez jezuitę Stefana Miecznikowskiego.
W latach 1989–1990 pełnił funkcję prezydenta Łodzi i z urzędu wojewody łódzkiego, następnie po rozdzieleniu funkcji do 1994 był wojewodą. Był członkiem rządowych zespołów ds. podziału administracyjnego kraju oraz współpracy polsko-niemieckiej, a także pełnomocnikiem ds. restrukturyzacji regionu łódzkiego. W 1990 i 1994 uzyskiwał mandat radnego Łodzi I oraz II kadencji.
W latach 1991–1993 z ramienia Wyborczej Akcji Katolickiej sprawował mandat senatora II kadencji. Zasiadał w Komisji Gospodarki Narodowej, Komisji Spraw Zagranicznych, Komisji nadzwyczajnej ds. stowarzyszenia ze Wspólnotą Europejską, a także w grupach międzyparlamentarnych polsko-niemieckiej i polsko-litewskiej oraz w klubie parlamentarnym Zjednoczenia Chrześcijańsko-Narodowego.
Pełnił także funkcje dyrektora szpitala ogólnego w Zambrowie oraz kierownika działu marketingu w jednej z polskich mleczarni, był redaktorem i publicystą Radia Łomża, Radia BAB w Łomży oraz publicystą katolickiego tygodnika „Niedziela”.
W 2004 objął stanowisko pełnomocnika przełożonego Prowincji Wielkopolsko-Mazowieckiej Towarzystwa Jezusowego ds. renowacji kościołów. W kwietniu 2006 był wśród założycieli Stowarzyszenia „Lepsza Łódź”, w którym objął stanowisko prezesa. W wyborach samorządowych w tym samym roku kandydował na urząd prezydenta Łodzi, zajmując 5. miejsce (5345 głosów, 2,41% poparcia). Przeniósł się następnie do Sieradza, w 2010 z listy PiS kandydował do sieradzkiej rady miasta. Wszedł w skład komitetu wspierającego kandydaturę Karola Nawrockiego na prezydenta RP w wyborach w 2025.

## Odznaczenia i wyróżnienia
- Złoty Medal „Za Zasługi dla Pożarnictwa”
- Srebrny Medal „Za zasługi dla obronności kraju”
- Odznaka „Zasłużony Pracownik Handlu Zagranicznego”
- Honorowa Odznaka Miasta Łodzi
- Złota Odznaka Honorowa Polskiego Czerwonego Krzyża
- Medal Wojskowej Akademii Medycznej
- Odznaka „Zasłużony dla Politechniki Łódzkiej”
- Honorowa odznaka Stowarzyszenia Chrześcijańskich Demokratów „Chadecja”